# Чемпіонат Швейцарії з хокею 1968
Чемпіонат Швейцарії з хокею 1968 — 57-й чемпіонат Швейцарії з хокею (Національна ліга А). Чемпіонат пройшов за новою формулою, команди зіграли між собою по 4 матчі. За підсумками чотирьох кіл чемпіоном став «Ла Шо-де-Фон» (1 титул). НЛА покинув Грассгоппер-Клуб, який вилетів до НЛБ.

## Підсумкова таблиця
| М  | Команда             | І  | Пер | Н | Пор | ШЗ  | ШП  | О  |
| -- | ------------------- | -- | --- | - | --- | --- | --- | -- |
| 1. | «Ла Шо-де-Фон»      | 28 | 22  | 2 | 4   | 147 | 67  | 46 |
| 2. | ХК «Серветт-Женева» | 28 | 17  | 5 | 6   | 130 | 97  | 39 |
| 3. | ХК «Клотен»         | 28 | 14  | 6 | 8   | 130 | 96  | 34 |
| 4. | ХК «Вісп»           | 28 | 10  | 6 | 12  | 77  | 93  | 26 |
| 5. | ХК «Лангнау»        | 28 | 9   | 6 | 13  | 80  | 85  | 24 |
| 6. | ХК «Давос»          | 28 | 11  | 1 | 16  | 93  | 111 | 23 |
| 7. | Цюрих СК            | 28 | 8   | 1 | 19  | 74  | 147 | 17 |
| 8. | Грассгоппер-Клуб    | 28 | 6   | 3 | 19  | 78  | 113 | 15 |

## Найкращі бомбардири
1. Фріц Неф (ХК «Серветт-Женева») — 53 очка
2. Мішель Тюрле («Ла Шо-де-Фон») - 42 очка
3. Улі Лютхі  (ХК «Клотен») - 40 очок
4. Рето Флюрі (ХК «Давос») - 39 очок
5. Клод Генрі (ХК «Серветт-Женева») - 36 очок
6. Франціс Рейнгард («Ла Шо-де-Фон») - 32 очка
7. Крістіан Паргатці (ХК «Давос») - 30 очок
8. Петер Лютхі (ХК «Клотен») - 29 очок
9. Жак Пусаж («Ла Шо-де-Фон») - 28 очок
10. Петер Штаммбах («Ла Шо-де-Фон») - 26 очок

## Фейр-Плей
Цей трофей дістався клубу Грассгоппер-Клуб.